# IC 3862
IC 3862 — галактика типу Sd () у сузір'ї Гончі Пси.
Цей об'єкт міститься в оригінальній редакції індексного каталогу.